# Функційний тип
Функційний тип (стрілочний тип, експоненціал) у інформатиці — тип змінної або параметра, значенням якої або якого може бути функція; або тип аргументу чи повертаного значення функції вищого порядку, приймаючий або повертаючий функцію.
Функційний тип залежить від типів параметрів та типу повертаного значення функції. Іншими словами, це тип вищого роду. У теоретичних моделях і мовах з підтримкою каррування, наприклад в просто типізованому лямбда-численні, функційний тип залежить від двох типів: області визначення {\displaystyle A} та області значень {\displaystyle B}. У  цьому випадку функційний тип, слідуючи математичної традиції, зазвичай записують як {\displaystyle A\to B}, або як {\displaystyle B^{A}}, маючи на увазі, що існує рівно {\displaystyle |B|^{|A|}} теоретико-множинних функцій, відображаючих {\displaystyle A} на {\displaystyle B}. 
Функційний тип можна розглядати як окремий випадок залежного творення типів. Серед інших властивостей, таке уявлення несе в собі ідею поліморфної функції.

## Мови програмування
У наступну таблицю зведено синтаксис, який використовується в різних мовах програмування для функційних типів, а також відповідні приклади сигнатури типу для функції композиції функцій.
| Мови програмування                                              | Мови програмування | Нотація                         | Приклад сигнатури типу                                                        |
| --------------------------------------------------------------- | ------------------ | ------------------------------- | ----------------------------------------------------------------------------- |
| З підтримкою функцій першого класу, параметричного поліморфізму | C++11              | std::function<ρ (α1,α2,...,αn)> | function<function<int(int)>(function<int(int)>, function<int(int)>)> compose; |
| З підтримкою функцій першого класу, параметричного поліморфізму | C#                 | Func<α1,α2,...,αn,ρ>            | Func<A,C> compose(Func<A,B> f, Func<B,C> g);                                  |
| З підтримкою функцій першого класу, параметричного поліморфізму | Go                 | func(α1,α2,...,αn) ρ            | var compose func(func(int)int, func(int)int) func(int)int                     |
| З підтримкою функцій першого класу, параметричного поліморфізму | Haskell            | α -> ρ                          | compose :: (a -> b) -> (b -> c) -> a -> c                                     |
| З підтримкою функцій першого класу, параметричного поліморфізму | Objective-C        | ρ (^)(α1,α2,...,αn)             | int (^compose(int (^f)(int), int (^g)(int)))(int);                            |
| З підтримкою функцій першого класу, параметричного поліморфізму | OCaml              | α -> ρ                          | compose : ('a -> 'b) -> ('b -> 'c) -> 'a -> 'c                                |
| З підтримкою функцій першого класу, параметричного поліморфізму | Scala              | (α1,α2,...,αn) => ρ             | def compose[A, B, C](f: B => C, g: A => B): A => C                            |
| З підтримкою функцій першого класу, параметричного поліморфізму | Standard ML        | α -> ρ                          | compose : ('a -> 'b) -> ('b -> 'c) -> 'a -> 'c                                |
| Без першокласних функцій, параметричного поліморфізму           | C                  | ρ (*)(α1,α2,...,αn)             | int (*compose(int (*f)(int), int (*g)(int)))(int);                            |

Слід звернути увагу, що в прикладі на C# функція compose має тип «Func< Func<A,B>, Func<B,C>, Func<A,C> >».

## Денотаціонна семантика
Функційний тип в мовах програмування не відповідає простору всіх теоретико-множинних функцій. Якщо прийняти зліченний тип натуральних чисел як область визначення і тип булевих чисел як область значень, то існує незлічена кількість теоретико-множинних функцій між ними. Очевидно, ця множина функцій ширше множини функцій, визначених в мовах програмування, так як існує лише зліченна множина програм (де програма являє собою кінцевий ланцюжок із символів кінцевого набору).
Денотаціонна семантика займається пошуком більш відповідних моделей, яких називають областями, в тому числі, для моделювання таких понять мов програмування як функційний тип. У денотаціонной семантиці вважається, що доцільно не обмежуватися лише обчислюваною функцією, а використовувати будь-які неперервні за Скоттом функції на частково впорядкованих множинах, якими можливо змоделювати також й обчислення, що не закінчуються. Засоби теорії областей, які використовуються в денотаціонной семантиці, досить виразні, наприклад, безперервної по Скотту функцією моделюється «parallel or», визначний далеко не у всіх мовах програмування.